# Ilovica
Ilovica (makedonska: Иловица) är en ort i Nordmakedonien. Den ligger i kommunen Bosilovo, i den östra delen av landet, 130 kilometer sydost om huvudstaden Skopje. Ilovica ligger 293 meter över havet och antalet invånare är 2 042.